# Alternativa de Tits
Em matemática, a Alternativa de Tits, nome devido a Jacques Tits, é um importante teorema sobre a estrutura de grupos lineares finitamente gerados.

## Enunciado
O teorema, provado por Tits, pode ser enunciado como a seguir
Seja {\displaystyle G} um grupo linear finitamente gerado sobre um corpo. Então uma das sequintes possibilidades acontecem:
- Ou {\displaystyle G} é virtualmente solúvel (i.e. possui um subgrupo solúvel de índice finito) 
- ou {\displaystyle G} contém um grupo livre não-abeliano (i.e. um subgrupo isomórfico ao grupo livre em dois geradores).

## Consequências
Um grupo linear não é ameno se e somente se este contém um grupo livre não-abeliano (sendo assim, a Conjectura de von Neumann, apesar de não ser verdadeira em geral, vale para grupos lineares).
A Alternativa de Tits é um ingrediente importante na prova do Teorema de Gromov para grupos de crescimento polinomial. Com efeito, a Alternativa essencialmente estabelece o teorema de Gromov para grupos lineares (esta reduz o problema para o caso de grupos solúveis, que podem ser lidados por meios elementares).

## Generalizações
Em teoria geométrica de grupos, dizemos que um grupo G satisfaz a alternativa de Tits se, para todo subgrupo H de G, ou H é virtualmente solúvel ou H contém um subgrupo livre não-abeliano (em algumas versões desta definição, esta condição só é requerida ser satisfeita para subgrupos finitamente gerados de G).
Exemplos de grupos que satisfazem à alternativa de Tits e são não-lineares, ou não conhecidos por serem lineares ou não, são:
- Grupos hiperbólicos;
- "Mapping class groups" (em português, grupo de classes de mapeamentos);[3][4]
- O grupo de automorfismos externos do grupo livre em n geradores;[5]
- Certos grupos de transformações birracionais de superfícies algébricas.[6]

Exemplos de grupos que não satisfazem a Alternativa de Tits são:
- O grupo de Grigorchuk;
- Grupo F de Thompson.

## Demonstração
A demonstração original da Alternativa de Tits envolve considerar o fecho de Zariski de {\displaystyle G} em {\displaystyle \mathrm {GL} _{n}(k)}. Se esta é solúvel, então {\displaystyle G} é solúvel. Caso contrário, considera-se a imagem de {\displaystyle G} na componente de Levi. Se esta é não-compacta, então um argumento de ping-pong finaliza a prova. Se esta é compacta, então ou todos os autovalores de elementos na imagem de {\displaystyle G} são raízes da unidade e portanto a imagem é finita, ou é possível achar um mergulho de {\displaystyle k} no qual é possível aplicar a estratégia do ping-pong.
Note que a prova de todas as generalizações mencionadas acima também dependem em argumentos de ping-pong.